# Loberogosmus
Loberogosmus é um género de coleópteros da família Erotylidae.